# LaMarcus Aldridge
LaMarcus Nurae Aldridge (Seagoville, Teksas, 19. srpnja 1985.) američki je profesionalni košarkaš. Igra na poziciji krilnog centra, a trenutačno je član San Antonio Spursa. Izabran je u 1. krugu (2. ukupno) NBA drafta 2006. od strane Chicago Bullsa, ali je naknadno u razmjeni igrača mijenjan u Blazerse.

## Životopis

### Rani život
LaMarcus Aldridge rođen je 19. srpnja 1985. u Seagovilleu, država Teksas, u blizini Dallasa. Tijekom djetinjstva centralna ličnost u životu bila je majka koja je vodila brigu o djeci, osobito nakon razvoda kada je LaMarcus išao u peti razred osnovne škole. Aldridge je tako u šali izjavio kako mu je prva uspomena u životu ona kako mu majka govori da jede sporije, a u ozbiljnijem tonu će reći kako "kad sam bio mlađi provodio sam dosta vremena sam ili s mamom, ali kad sam krenuo u srednju školu ona je stvarno postala moj bliski prijatelj". Upravo majka se brinula da Aldridge, nakon što je postalo jasno kako se radi o jednom od najboljih srednjoškolskih igrača, ne donese krivu odluku. Ona je bila i oslonac u LaMarcusovoj konačnoj odluci da izabere sveučilište Teksas. iako je bilo jako puno interesenata, čak i iz NBA.

### Srednja škola
Od početka srednje škole bilo je jasno kako će Aldridge postati vrlo kvalitetan igrač. Tijekom 2002. i 2003. bio je zapažen na Adidasovom i Nikeovom kampu, na trećoj i četvrtoj godini biran je u najbolju petorku države Teksas; nastupao je za Select team na Globalnim igrama gdje je postigao 22 koša i 15 skokova protiv reprezentacije Srbije i Crne Gore; po USA Todayu bio je među osam najboljih srednjoškolaca 2004. u SAD-u, bio je u All-American momčadima prema USA Todayu i u izboru koji sponzorira McDonald's. Na toj posljednjoj godini je ušao u finale izbora za nagradu James Naismith, a sve to postigao je sjajnim igrama; prosjek mu je tijekom 2004. bio 29 poena i 13 skokova po utakmici.
Prijavio se je na NBA draft 2004., ali kasnije je povukao prijavu. Aldridge je priznao kako je na njega jako utjecao razgovor sa Shaqom O'Nealom koji je bio veoma iskren i u principu mu je rekao dvije stvari: radi ono što misliš da je najbolje i nikad nemoj razočarati majku. Zbog toga je odlučio otići na sveučilište Teksas.

### Sveučilište
Prva sezona na sveučilištu nije dobro prošla jer se nakon 16 utakmica ozlijedio i morao je na operacijski stol. Do tog tenutka igrao je na poziciji centra uz učinak od 10 poena, šest skokova i dvije blokade za 22 minute. Bio je to veliki udarac za njega jer je upravo uoči ozljede igrao najbolju košarku s prosjekom od 13 poena i devet skokova u tri prethodne utakmice.
Druga sezona bila je zato znatno uspješnija. Aldridge je odigrao 37 utakmica uz prosjek od 34 minute, 15 poena, devet skokova, dvije blokade i skoro dvije osvojene lopte. Texas je u NCAA natjecanju došao do četvrtfinala u kojemu je poražen od LSU-a. Nakon druge sezone, Aldridge se odlučio prijaviti na NBA draft 2006. godine. 

### NBA

#### NBA draft
Aldridge je izabran kao 2. izbor NBA drafta 2006. od strane Chicago Bullsa. Međutim, prava na njega Bullsi su u razmjeni igrača prodali u Blazerse, dok su Bullsi dobili Tyrusa Thomasa i Viktora Hrjapu.

#### Rookie sezona
Aldridge je zbog ozljede ramena koju je zadobio u predsezoni, propustio početnih sedam utakmica svoje rookie sezone. U prvih 14 utakmica, Aldridge postizao 8.4 poena uz 54% šuta iz igre. Nakon što se u veljači 2007. ozljedio prvi centar Blazersa Joel Przybilla, Aldridge je postao startnim centrom momčadi i tijekom ožujka 2007. značajno je popravio svoju statistiku. U prosjeku je postizao 14.7 poena uz 8.0 skokova po utakmici. Oldične igre su ga svrstale na drugo mjesto po broju dobivenih glasova za novaka mjeseca u Zapadnoj konferenciji. 31. ožujka 2007., tijekom prve četvrtine protiv Los Angeles Clippersa, Aldridge je zbog nedostatka zraka i nepravilnog rada srca odveden 
u bolnicu Providence. Ondje mu je dijagnosticiran WPW sindrom, zbog čega je propustio posljednjih osam utakmica sezone, međutim uspio je rješiti svoj problem. Na kraju sezone, Aldridge je izabran u NBA All-Rookie prvu petorku.

#### Druga sezona
U svojoj drugoj sezoni, Aldridge je značajno popravio brojke u poenima, skokovima, asistencijama, blokadama i ukr. loptama, te je zavšio kao treći u glasovanju za igrača koji je najviše napredovao u sezoni. Tijekom sezone, Aldridge je imao problema s upalom stopala (pete), zbog čega je propustio utakmice između 11. i 18. prosinca 2007. Nakon oporavka, Aldridge je izjavio da još ima problema s nogom zbog čega ne može igrati dobro i efikasno. 

#### San Antonio Spurs
Dana 4. srpnja 2015. Aldridge je nakon 9 sezona provedenih u Portland Trail Blazersima odlučio preći u NBA momčad San Antonio Spursa.

## Nagrade i postignuća
- NBA All-Star: 2012., 2013., 2014., 2015.
- NBA All-Rookie prva petorka: 2007.

#### Dostignuća u NBA karijeri
- Poeni: 36 (31. kolovoza 2007. protiv Utah Jazza).
- Skokovi: 18 (3. travnja 2009. protiv Oklahoma City Thundera).
- Asistencije: 7 (22. ožujka 2008. protiv Los Angeles Clippers).
- Blokade: 5 (30. studenog 2007. protiv Dallas Mavericksa).
- Ukr. lopte: 4 (12. studenog 2008. protiv Miami Heata).

## NBA statistika

#### Regularni dio
| Godina    | Klub     | Odig. uta. | Uta. poč. | Min. | 2P%  | 3P%  | Sl. bac.% | Skok. | Asist. | Ukr. lop. | Blok. | Poena |
| --------- | -------- | ---------- | --------- | ---- | ---- | ---- | --------- | ----- | ------ | --------- | ----- | ----- |
| 2006./07. | Portland | 63         | 22        | 22.1 | .503 | .000 | .722      | 5.0   | .4     | .3        | 1.2   | 9.0   |
| 2007./08. | Portland | 76         | 76        | 34.9 | .484 | .143 | .762      | 7.6   | 1.6    | .7        | 1.2   | 17.8  |
| 2008./09. | Portland | 81         | 81        | 37.1 | .484 | .250 | .781      | 7.5   | 1.9    | .9        | .9    | 18.1  |
| Ukupno    |          | 220        | 179       | 32.0 | .487 | .216 | .764      | 6.8   | 1.4    | .7        | 1.1   | 15.4  |

#### Doigravanje
| Godina    | Klub     | Odig. uta. | Uta. poč. | Min. | 2P%  | 3P%  | Sl. bac.% | Skok. | Asist. | Ukr. lop. | Blok. | Poena |
| --------- | -------- | ---------- | --------- | ---- | ---- | ---- | --------- | ----- | ------ | --------- | ----- | ----- |
| 2008./09. | Portland | 6          | 6         | 39.5 | .490 | .250 | .700      | 7.5   | 1.3    | .5        | 1.7   | 19.5  |
| Ukupno    |          | 6          | 6         | 39.5 | .490 | .250 | .700      | 7.5   | 1.3    | .5        | 1.7   | 19.5  |

## Vanjske poveznice
- Službena stranica
- Profil na NBA.com
- Profil  Arhivirana inačica izvorne stranice od 12. siječnja 2012. (Wayback Machine) na Basketball-Reference.com
- Profil  Arhivirana inačica izvorne stranice od 14. veljače 2007. (Wayback Machine) na TexasSports.com
- Profil  Arhivirana inačica izvorne stranice od 6. listopada 2006. (Wayback Machine) na DraftExpress.com
- Profil na ESPN.com
- Profil  Arhivirana inačica izvorne stranice od 11. ožujka 2007. (Wayback Machine) na USAbasketball.com